# 32208 Johnpercy
32208 Johnpercy este un asteroid din centura principală de asteroizi.

## Descriere
32208 Johnpercy este un asteroid din centura principală de asteroizi. A fost descoperit pe 28 iulie 2000 la Anza, California de M. Collins și M. Gahran. Asteroidul prezintă o orbită caracterizată de o semiaxă mare de 2,73 ua, o excentricitate de 0,01 și o înclinație de 4,0° în raport cu ecliptica.